# Jean-Patrick Wakanumuné
Jean-Patrick Wakanumuné (13 de marzo de 1980) es un exfutbolista neocaledonio que jugaba como defensor. Su hermano Joël también es jugador de fútbol.

## Carrera
Debutó en 2006 en el AS Mont-Dore. En 2013 firmó con el AS Magenta para finalmente retirarse en 2015.

### Clubes
| Club         | País            | Año         |
| ------------ | --------------- | ----------- |
| AS Mont-Dore | Nueva Caledonia | 2006 - 2012 |
| AS Magenta   | Nueva Caledonia | 2013 - 2015 |

### Selección nacional
Jugó 18 partidos representando a Nueva Caledonia, de los cuales 8 fueron por competiciones FIFA.